# 제러드 설린저
제러드 설린저(Jared Sullinger, 1992년 3월 4일 ~ )는 미국 NBA 보스턴 셀틱스 선수이다. 포지션은 파워 포워드이다.

## NBA 경력

### 2012년 NBA 드래프트
2012년 6월 29일 드래프트에서 전체 21위로 보스턴 셀틱스에 지명했다.

### 보스턴 셀틱스 (2012년~현재)
2013년 1월 9일, 피닉스 선스전에서 설린저는 커리어 하이인 16리바운드를 올리고 12점과 3어시스트를 기록한다. 이틀 뒤 휴스턴 로키츠전에서도 14점 11리바운드로 다시 한번 더블더블을 기록하며 셀틱스의 5연승에 크게 기여한다.
2013년 2월 1일에 등부상으로 시즌아웃 될 것으로 발표가 났다.
그렇다 설린저는

## NBA 기록

### 정규시즌 기록
| 시즌     | 팀     | 경기수 | 선발출장 | 분/경기 | 필드골% | 3점슛% | 자유투% | 리바운드/경기 | 어시스트/경기 | 스틸/경기 | 블록/경기 | 득점/경기 |
| 2012-13  | 셀틱스 | 45     | 5        | 19.8    | .493    | .200   | .746    | 5.9           | 0.8           | 0.5       | 0.5       | 6.0       |
| 통산기록 |        | 45     | 5        | 19.8    | .493    | .200   | .746    | 5.9           | 0.8           | 0.5       | 0.5       | 6.0       |

## 참조
1. ↑  Forsberg, Chris (2012년 7월 3일). “C's sign Sullinger, Melo, Joseph”. ESPN.com.
2. ↑  http://www.nba.com/celtics/stats/boxscore_reader.html?gameid=20130109/PHXBOS
3. ↑  http://www.nba.com/celtics/stats/boxscore_reader.html?gameid=20130111/HOUBOS